# Joris-Karl Huysmans
Charles-Marie-Georges Huysmans (n. 5 februarie 1848, Paris, Franța – d. 12 mai 1907, Paris, Franța) a fost un scriitor francez.
Inovator al stilului prozei simboliste, romanele sale se remarcă prin densitatea și abundența vocabularului, prin corelația dintre semnificația și efectul sonor al cuvintelor.
Discipol al lui Émile Zola și al naturaliștilor, realizează o acută observație a mediilor sordide ale vieții.

## Scrieri
- 1876: Marta, povestea unei fete ("Marthe, histoire d'une fille")
- 1879: Surorile Vatard ("Les Soeurs Vatard")
- 1880: Cu sacul în spinare ("Sac au dos")
- 1882: Pe apa sâmbetei ("À vau-l'eau")
- 1883: Arta modernă ("L'art moderne")
- 1884: În răspăr ("À rebours")
- 1891: Acolo ("Là-Bas")
- 1895: Pe drum ("En route")
- 1898: Catedrala ("La cathédrale")
- 1906: Mulțimile de la Lourdes ("Les foules de Lourdes").

## Legături externe
- Joris Karl Huysmans, website includes almost all of Huysmans' published work and contemporary material about him.
- Opere de sau despre Joris-Karl Huysmans la Internet Archive
- Lucrări de Joris-Karl Huysmans la Proiectul Gutenberg
  - Against The Grain by Joris-Karl Huysmans, Project Gutenberg ebook (Also known as Á Rebours or Against Nature)
  - Là-bas (Down There) by J. K. Huysmans, Project Gutenberg ebook (Also known as The Damned)
  - J. K. Huysmans, The Cathedral, Project Gutenberg ebook
- Lucrări de Joris-Karl Huysmans la LibriVox (cărți audio aflate în domeniul public)
- Joris-Karl Huysmans, Catholic Encyclopedia